# ニャンザ州
ニャンザ州（ニャンザしゅう、スワヒリ語：Mkoa wa Nyanza）は、ケニア南西部の州。
州都は同国第三の都市、キスム。
面積は1万2613 km2で、2009年の人口は544万2711人、人口密度は431.5人/km2。
「ニャンザ」はバントゥー語群で「湖」を表す。

## 人口
- 1979年8月24日：264万3956人
- 1989年8月24日：350万7162人
- 1999年8月24日：439万2196人
- 2009年8月24日：544万2711人[1]

## 隣接州

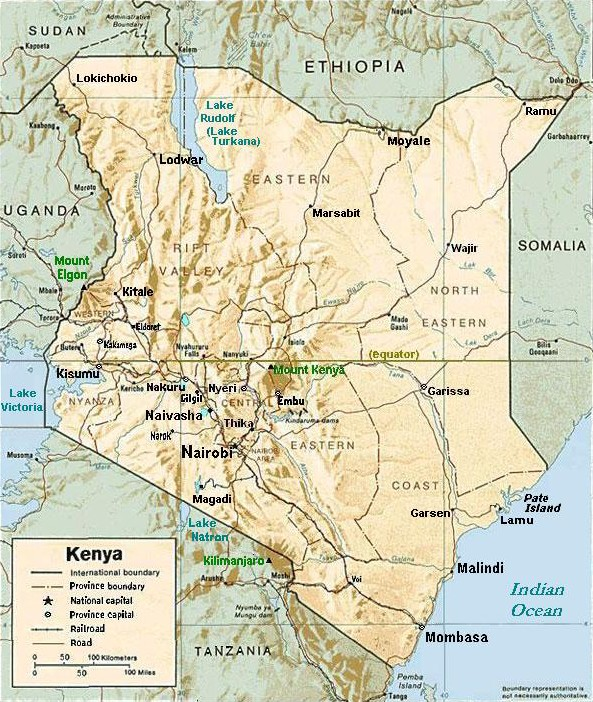
ヴィクトリア湖北西岸一帯がニャンザ州。

- 北：西部州
- 東：リフトバレー州
- 南：マラ州
- 西：ビクトリア湖

## 民族
- ナイル系のルオ族
- バントゥー系のグシイ族
- クリア族
- ルヒヤ族

## 地域区分
| 番号 | カウンティ名 | スワヒリ語 | 面積(km2) | 2009年の人口 | 政府所在地 |
| ---- | ------------ | ---------- | --------- | ------------ | ---------- |
| 41   | シアヤ       | Siaya      | 2,496.1   | 842,304      | シアヤ     |
| 42   | キスム       | Kisumu     | 2,009.5   | 968,909      | キスム     |
| 43   | ホマ・ベイ   | Homa Bay   | 3,154.7   | 963,794      | ホマ・ベイ |
| 44   | ミゴリ       | Migori     | 2,586.4   | 917,170      | ミゴリ     |
| 45   | キシイ       | Kisii      | 1,317.9   | 1,152,282    | キシイ     |
| 46   | ニャミラ     | Nyamira    | 912.5     | 598,252      | ニャミラ   |

## 主要都市
- キスム：25万9258人(州都)
- キシイ（英語版）：6万1892人
- ミゴリ（英語版）：5万3100人
- ケハンチャ（英語版）：3万109人
- ホマ湾（英語版）：2万8361人
- シアヤ（英語版）：2万923人
- アウェンド（英語版）：1万7992人
- ムホロニ（英語版）：1万4806人
- ボンド：1万4745人
- ニャミラ（英語版）：1万2719人
- タバカ：1万2700人
- ロンゴ：1万2355人
- ムビタ・ポイント（英語版）：1万753人[2]

## 著名人
- バラク・オバマ・シニア（Barack Hussein Obama）
  - 1936年 - 1982年11月24日
  - 政府系経済学者
  - バラク・オバマ（第44代アメリカ合衆国大統領）の父

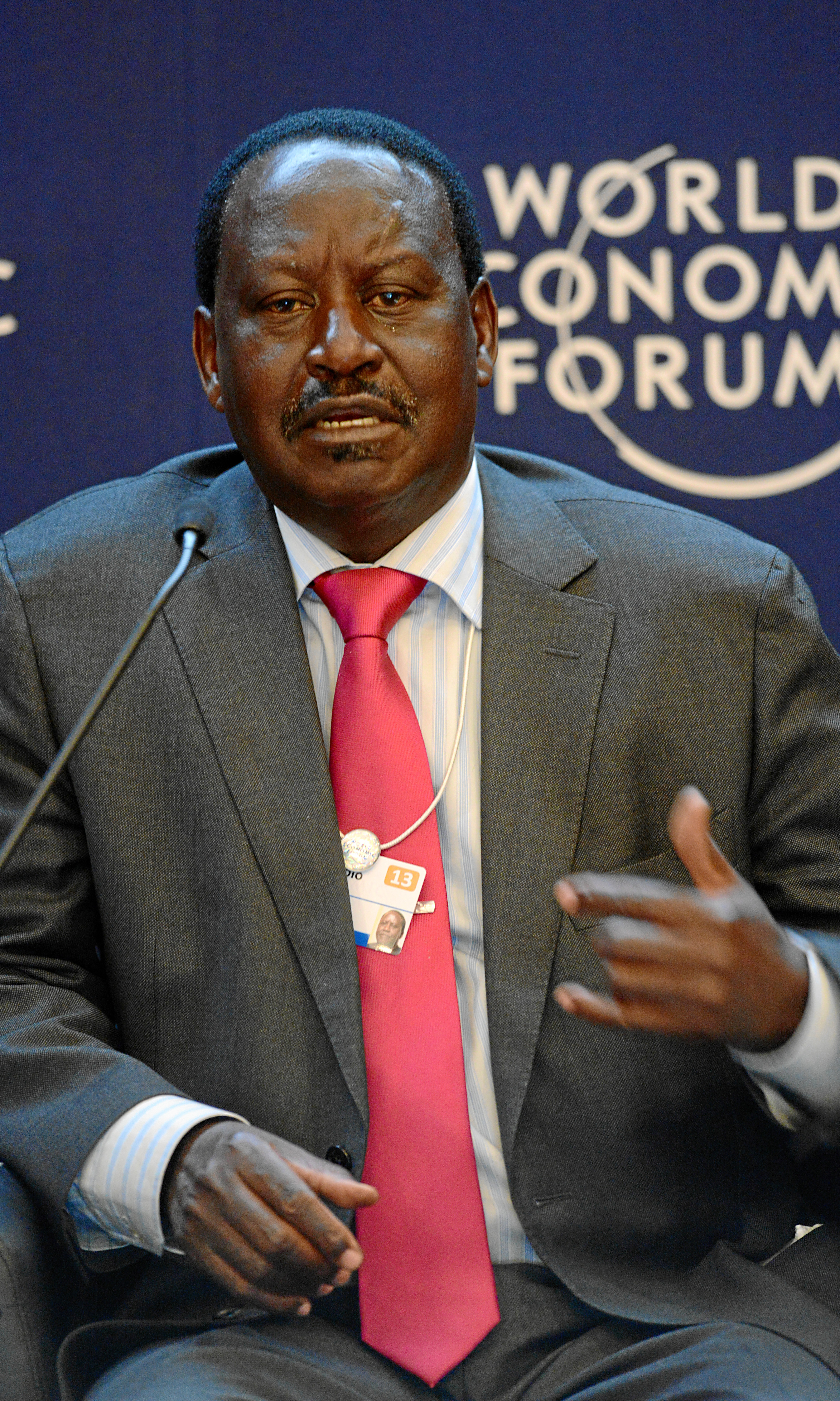
ライラ・オディンガ

- ライラ・オディンガ（Raila Amolo Odinga）
  - 1945年1月7日 -
  - エネルギー大臣（2001年 - 2002年）
  - 道路公共事業住宅大臣（2003年 - 2005年
  - 第2代首相（2008年4月17日 - 2013年4月9日）